# Китай на летних Олимпийских играх 1996
На летних Олимпийских играх 1996 года китайская делегация состояла из 294 человек. Она принимала участие в соревнованиях по 25 видам, выиграла 16 золотых медалей, а всего — 50 медалей (став четвёртой по этому показателю).

## Медалисты
| Медаль | Фамилия Имя                                                                              | Вид спорта            | Дисциплина                                               |
| ------ | ---------------------------------------------------------------------------------------- | --------------------- | -------------------------------------------------------- |
|        | Ван Цзюнься                                                                              | Лёгкая атлетика       | Женщины, 5000 м                                          |
|        | Гэ Фэй, Гу Цзюнь                                                                         | Бадминтон             | Женщины, парный разряд                                   |
|        | Сюн Ни                                                                                   | Прыжки в воду         | Мужчины, трамплин 3 м                                    |
|        | Фу Минся                                                                                 | Прыжки в воду         | Женщины, трамплин 3 м                                    |
|        | Фу Минся                                                                                 | Прыжки в воду         | Женщины, вышка                                           |
|        | Ли Сяошуан                                                                               | Спортивная гимнастика | Мужчины, абсолютное первенство                           |
|        | Сунь Фумин                                                                               | Дзюдо                 | Женщины, свыше 72 кг                                     |
|        | Ян Лин                                                                                   | Стрельба              | Мужчины, пневматическая винтовка 10 м, движущаяся мишень |
|        | Ли Дуйхун                                                                                | Стрельба              | Женщины, спортивный пистолет 25м                         |
|        | Лэ Цзинъи                                                                                | Плавание              | Женщины, 100 м вольным стилем                            |
|        | Лю Голян                                                                                 | Настольный теннис     | Мужчины, одиночный разряд                                |
|        | Лю Голян, Кун Линхуэй                                                                    | Настольный теннис     | Мужчины, парный разряд                                   |
|        | Дэн Япин                                                                                 | Настольный теннис     | Женщины, одиночный разряд                                |
|        | Дэн Япин, Цяо Хун                                                                        | Настольный теннис     | Мужчины, парный разряд                                   |
|        | Тан Линшэн                                                                               | Тяжёлая атлетика      | Мужчины, 59 кг                                           |
|        | Чжань Сюйган                                                                             | Тяжёлая атлетика      | Мужчины, 70 кг                                           |
|        | Хэ Ин                                                                                    | Стрельба из лука      | Женщины, личное первенство                               |
|        | Суй Синьмэй                                                                              | Лёгкая атлетика       | Женщины, толкание ядра                                   |
|        | Дун Цзюн                                                                                 | Бадминтон             | Мужчины, одиночный разряд                                |
|        | Юй Чжочэн                                                                                | Прыжки в воду         | Мужчины, трамплин 3 м                                    |
|        | Сборная                                                                                  | Футбол                | Женщины                                                  |
|        | Ли Сяошуан                                                                               | Спортивная гимнастика | Мужчины, вольные упражнения                              |
|        | Ли Сяошуан, Фань Бинь, Фань Хунбинь, Хуан Хуадун, Хуан Липин, Шэнь Цзянь, Чжан Цзиньцзин | Спортивная гимнастика | Мужчины, командное первенство                            |
|        | Мо Хуэйлань                                                                              | Спортивная гимнастика | Женщины, опорный прыжок                                  |
|        | Би Вэньцзин                                                                              | Спортивная гимнастика | Женщины, брусья                                          |
|        | Чжан Сююнь, Цао Мяньин                                                                   | Академическая гребля  | Женщины, парная двойка                                   |
|        | Ван Ифу                                                                                  | Стрельба              | Мужчины, пневматический пистолет, 10 м                   |
|        | Сяо Цзюнь                                                                                | Стрельба              | Мужчины, Пневматическая винтовка 10м, движущаяся мишень  |
|        | Сборная                                                                                  | Софтбол               | Женщины                                                  |
|        | Лэ Цзинъи                                                                                | Плавание              | Женщины, 50 м вольным стилем                             |
|        | Лю Лиминь                                                                                | Плавание              | Женщины, 100 м баттерфляем                               |
|        | Лэ Цзинъи, На Чао, Юнь Нянь, Шань Ин                                                     | Плавание              | Женщины, эстафета 4x100 м вольным стилем                 |
|        | Ван Тао                                                                                  | Настольный теннис     | Мужчины, одиночный разряд                                |
|        | Ван Тао, Люй Линь                                                                        | Настольный теннис     | Мужчины, парный разряд                                   |
|        | Лю Вэй, Цяо Юньпин                                                                       | Настольный теннис     | Женщины, парный разряд                                   |
|        | Сборная                                                                                  | Волейбол              | Женщины                                                  |
|        | Чжан Сянсэнь                                                                             | Тяжёлая атлетика      | Мужчины, 54 кг                                           |
|        | Ван Янь                                                                                  | Лёгкая атлетика       | Женщины, ходьба на 10 км                                 |
|        | Цинь Июань, Тан Юншу                                                                     | Бадминтон             | Женщины, парный разряд                                   |
|        | Лю Цзяньцзюнь, Сунь Мань                                                                 | Бадминтон             | Микст                                                    |
|        | Сяо Хайлян                                                                               | Прыжки в воду         | Мужчины, вышка                                           |
|        | Фань Бинь                                                                                | Спортивная гимнастика | Мужчины, перекладина                                     |
|        | Ван Сяньбо                                                                               | Дзюдо                 | Женщины, 66 кг                                           |
|        | Чжан Бин                                                                                 | Стрельба              | Мужчины, дубль-трап                                      |
|        | Чэнь Янь, Хань Сюэ, Цай Хуэйцзюэ, Шань Ин                                                | Плавание              | Женщины, эстафета 4x100 м комбинированная                |
|        | Линь Ли                                                                                  | Плавание              | Женщины, 200 м комплекс                                  |
|        | Цяо Хун                                                                                  | Настольный теннис     | Женщины, одиночный разряд                                |
|        | Сяо Цзяньган                                                                             | Тяжёлая атлетика      | Мужчины, 64 кг                                           |
|        | Шэн Цзэтянь                                                                              | Греко-римская борьба  | Мужчины, 57 кг                                           |

## Результаты соревнований

### Водные виды спорта

#### Прыжки в воду
По итогам предварительных 6 прыжков в полуфинал проходило 18 спортсменов. Далее прыгуны выполняли по 5 прыжков из обязательной программы, результаты которых суммировались с результатами предварительных прыжков. По общей сумме баллов определялись финалисты соревнований. Финальный раунд, состоящий из 6 прыжков, спортсмены начинали с результатом, полученным в полуфинале.
Мужчины
| Соревнование      | Спортсмены | Предварительный раунд | Предварительный раунд | Полуфинал | Полуфинал | Сумма     | Сумма | Финал     | Финал | Итог      | Итог  |
| Соревнование      | Спортсмены | Результат             | Место                 | Результат | Место     | Результат | Место | Результат | Место | Результат | Место |
| ----------------- | ---------- | --------------------- | --------------------- | --------- | --------- | --------- | ----- | --------- | ----- | --------- | ----- |
| трамплин, 3 метра | Сюн Ни     | 463,02                | 1 Q                   | 231,45    | 1         | 694,47    | 1 Q   | 470,01    | 1     | 701,46    | 1     |
| трамплин, 3 метра | Юй Чжочэн  | 438,93                | 2 Q                   | 223,41    | 5         | 662,34    | 2 Q   | 467,52    | 2     | 690,93    | 2     |

Женщины
| Соревнование      | Спортсмены | Предварительный раунд | Предварительный раунд | Полуфинал             | Полуфинал             | Сумма                 | Сумма                 | Финал                 | Финал                 | Итог                  | Итог                  |
| Соревнование      | Спортсмены | Результат             | Место                 | Результат             | Место                 | Результат             | Место                 | Результат             | Место                 | Результат             | Место                 |
| ----------------- | ---------- | --------------------- | --------------------- | --------------------- | --------------------- | --------------------- | --------------------- | --------------------- | --------------------- | --------------------- | --------------------- |
| трамплин, 3 метра | Фу Минся   | 284,28                | 4 Q                   | 221,49                | 3                     | 505,77                | 4 Q                   | 326,19                | 1                     | 547,68                | 1                     |
| трамплин, 3 метра | Тань Шупин | 212,49                | 23                    | Завершила выступление | Завершила выступление | Завершила выступление | Завершила выступление | Завершила выступление | Завершила выступление | Завершила выступление | Завершила выступление |